# 8889 Mockturtle
8889 Mockturtle este o planetă minoră (asteroid), cu un diametru de 22,773 km, din centura de asteroizi. A fost descoperită pe 31 iulie 1994 la Nachi-Katsuura Observatory⁠(d) de Yoshisada Shimizu⁠(d) și a fost numită după Mock Turtle⁠(d). 
Obiectul prezintă o orbită caracterizată de o semiaxă mare de 3,036544 UAi, o excentricitate de 0,14, o înclinație de 11,97759 ° în raport cu ecliptica.